# 츠치커우역 (충칭 궤도교통)
츠치커우역(중국어: 磁器口站)은 충칭시 사핑바구 퉁자차오 가도 퉁자차오 나들목에 위치한 충칭 궤도교통 1호선의 역이며, 역 번호는 1/17이다.

## 역 구조
츠치커우역은 고가 상대식 승강장으로 구성되었다.
| 3층 승강장 | 상대식 승강장                       |
| 3층 승강장 | ← ■ 1호선 비산 방면 (스징포)        |
| 3층 승강장 | → ■ 1호선 차오톈먼 방면 (례스무)    |
| 3층 승강장 | 상대식 승강장                       |
| 2층 대합실 | 출구, 고객 센터, 자동매표기, 화장실 |

## 출구

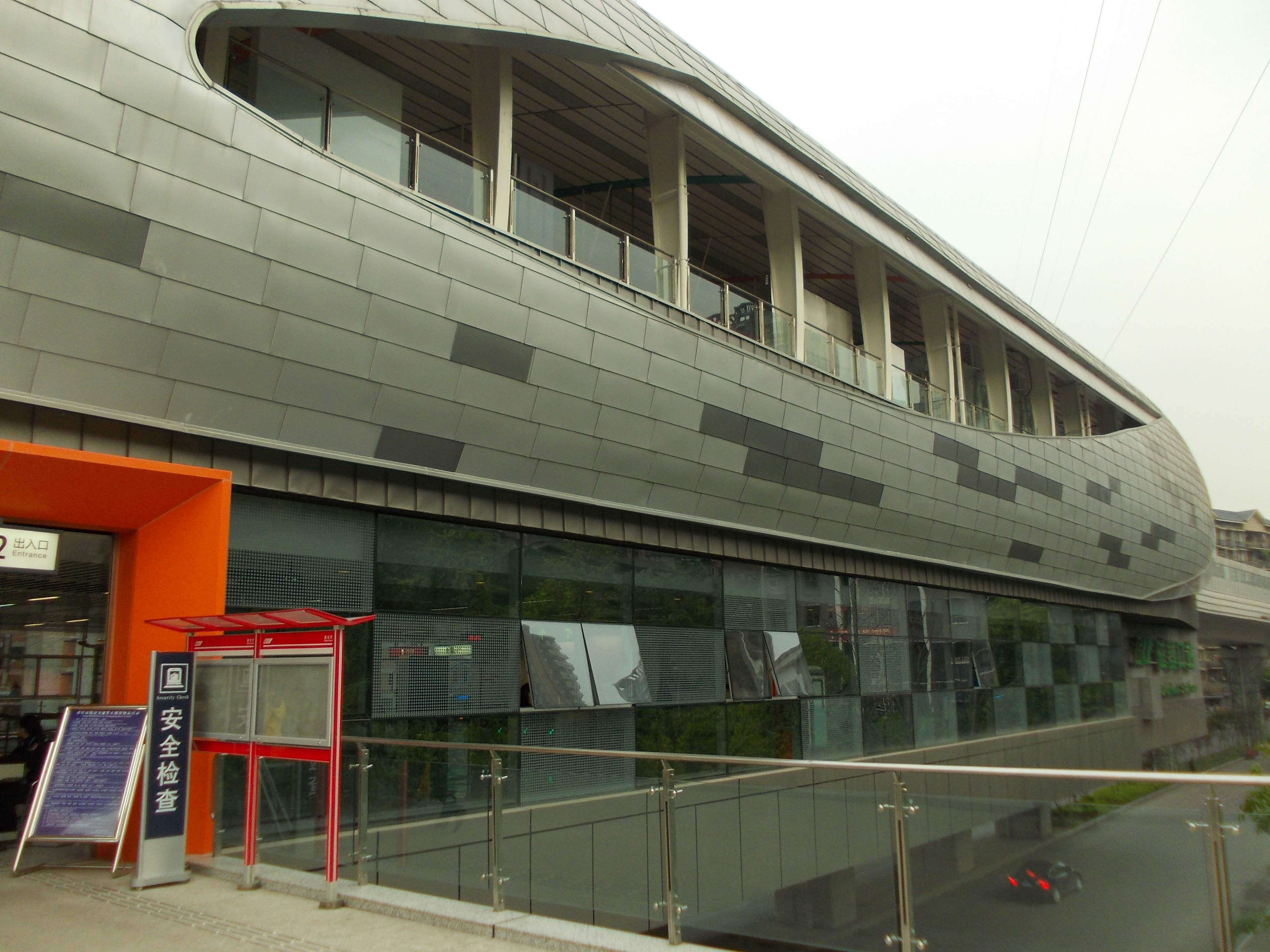
1호선 역 외관

|            |                |                                       |  |
| 출구 번호  | 지시           | 출구 인근                             |  |
| 1번 출구   | 양솽로(杨双路) | 츠치커우 옛마을 진룽 공동체주민위원회 |  |
| 2번 출구   | 양솽로(杨双路) | 충칭시 제69 중학교                    |  |
| 엘리베이터 |                |                                       |  |

- 1호선 역 외관

## 같이 보기
- 충칭 궤도교통
- 충칭 궤도교통 1호선